# Tinnura
Tinnura is een gemeente in de Italiaanse provincie Oristano (regio Sardinië) en telt 268 inwoners (31-12-2004). De oppervlakte bedraagt 3,8 km², de bevolkingsdichtheid is 71 inwoners per km².

## Demografie
Tinnura telt ongeveer 109 huishoudens. Het aantal inwoners steeg in de periode 1991-2001 met 7,5% volgens cijfers uit de tienjaarlijkse volkstellingen van ISTAT.
| Jaar | Inwoneraantal |
| ---- | ------------- |
| 1991 | 253           |
| 2001 | 272           |

## Geografie
De gemeente ligt op ongeveer 328 m boven zeeniveau.
Tinnura grenst aan de volgende gemeenten: Flussio, Sagama, Suni.